# Antoni Barnés i Gultresa
Antoni Barnés i Gultresa (Sant Feliu de Guíxols, 5 de febrer del 1910 - Girona, 29 de gener del 1985) va ser músic i compositor, especialment de sardanes, violinista, trombonista i fiscornaire. Ocasionalment signà amb el pseudònim Tonycelly, especialment en els ballables que compongué.

## Biografia
Als 12 anys es traslladà a viure a Girona. Estudià violí amb el professor Joaquim Vidal i Muní, Vila. Aprengué altres instruments de forma autodidacta: viola, trombó de vares i fiscorn. En els anys 1941 i 1942, Antoni Barnés tocà com a viola en la breu Orquestra Filharmònica de l'"Obra Sindical de Educación y Descanso" de la "Confederación Nacional de Sindicatos".
A continuació, una relació de les cobles, orquestres i orquestrines de les que va formar part, com a músic i en algunes com a fundador i impulsor. A vegades simultaniejava dues o més formacions: Orquestrina Brillant Jazz (1930-1941), Cobla-orquestra La Principal de Bordils (1931-1932), Cobla-orquestra Xaxu (1932-1933), Cobla-orquestra Barnés (1941-1944), Cobla-orquestra Gran Gala (1944-1949), Cobla-orquestra La Farnense (1949-1950), Cobla-orquestra La Principal de Girona (1950-1952*) i Cobla-orquestra Selección (1952-1957). Aquesta darrera no té res a veure amb l'orquestra granollerina Selección que Josep Maria Ruera fundà el 1944, i que existí fins al 1963.
* L'any 1952 Eliseu Boix i Galís i Ramon Perich i Marquès, representants de la Cobla-orquestra Bolero varen negociar amb el mestre Barnés la cessió del nom de Principal de Girona.
Entre 1933 i 1956 va impulsar i dirigir la rondalla Harmonia Musical, integrada per un conjunt de joves instrumentistes de corda. Exercí de professor particular de música a Girona.
Com a compositor fou autor d'un centenar de sardanes, una sarsuela, ballables i motets. El Museu d'Història de Girona rebé la donació del seu fons de partitures i particel·les de mans dels seus fills, Josep Barnés i Ros, Lídia Barnés i Ros i Rita Barnés i Ros, al morir la seva esposa Soledad Ros i Molar, Solita, l'any 2003.
Antoni Barnés i Gultresa té un carrer dedicat a la mateixa ciutat de Girona des de l'any 2007.

## Obres
- Fang de cabaret (anys 30), sarsuela
- Terminamos ya, galop, signat Tonycelly

### Sardanes
- Alè català, signada Tonycelly
- Alegria
- Amàlia
- Amoreta
- Angelineta
- Apa... Güell! (1949)
- L'avi Llor
- Banyuls (1948), enregistrada per la La Principal de Barcelona a l'LP Sardanes de Banyuls (1888-1988) (Barcelona: Música per a Anna, 1988. Ref. 21.1369)
- Barquejant a Pedret, obligada de tible
- Benvinguda Magdalena
- Bonic S'Agaró (1976)
- La campaneta
- Cantem tots
- Contrapunt (1947)
- Cors alegres
- De Lourdes a Montserrat
- Dinàmic Joan (1976)
- Dindinel·la
- Dintre el galliner (1950), enregistrada en els CD L'Audició 2 i Sardaxou 1 per la Cobla Contemporània (Barcelona: PICAP, 2005 i 2006, ref. ? i 91.0469.02, respectivament)
- Dolç idil·li (1941)
- En Cid petit (1958)
- Encarna
- Entremaliada
- Enyorança
- Esclat de joia
- Fent caramboles
- Festejant
- Fires de Girona (1950)
- Florinda
- Francisca
- La gata i el belitre
- Gentil Maria Dolors
- Gentil Maria Mercè (1976)
- Gentil parella
- Germanes Solà
- Guixolenca
- El gust dels teus llavis
- Joana gentil (1962)
- Juganera
- Lídia
- Lidieta o Lydieta, a la seva filla Lídia Barnés i Ros
- Maig gentil (1949)
- Mainadeta (1941)
- La Margarida i la Nuri (1949)
- Maria bonica (1949)
- Marilena
- La més formosa
- La meva Rita, a la seva filla Rita Barnés i Ros
- Montserrat, obligada de tenora
- La nena que no sap plorar
- Noies de Farners (1949)
- Noies gironines
- Onze de setembre, signada Tonycelly
- Pepita
- Per tu Girona
- Petit i eixerit
- El petit timbaler
- La puntaire (1950)
- Quanta pleitesia!
- La Quica (1949)
- Recordant la infantesa
- Recordant Olot (1970)
- Riallera
- Saltirona (1977), la darrera sardana
- Sempre junts
- Solita, dedicada a la seva esposa Soledad Ros i Molar, Solita
- Sota l'arbreda
- Tot per tu
- Els trucaires
- Un record
- Volguda Maria
- Xamosa Paquita
- Xiroia
- Sardana revessa: Difícil o no?